# SU-100 (自走砲)
SU-100（ロシア語: СУ-100）は、T-34をベースに開発されたSU-85の武装を強化して開発された自走砲である。

## 概要
新型の長砲身100mm対戦車砲を搭載するため、SU-85の戦闘室を改良した車両で、当初、海軍用のB-34 100mm砲を改造したS-34を搭載する予定であったが、幅の関係で乗員が出入り可能な車体前方ハッチが取り付けられないため、さらに改良されたより軽量なD-10Sに変更された。しかし再びS-34を搭載することを要求され、試作車であるSU-100-2も製造され試験で比較されたが、結局D-10Sを搭載するタイプがSU-100としてスヴェルドロフスク（現エカテリンブルク）の国営第9ウラル重機械工具製造所（UTMZ）で、1944年9月より車体の生産が開始され、1946年までに1,675輌が生産された。
戦後もチェコスロバキアで生産され、エジプトなど中東に輸出されイスラエルとの戦闘に参加した。チェコ製のSU-100Mは、車体右側面の大型雑具箱や戦闘室左後部のハッチの違いなどでソ連製と識別できる。この他、ユーゴスラヴィア、キューバ、アンゴラ等に売却あるいは供与されている。
大戦中に試作された派生型としては、1944年夏、量産に先駆けて動力系を電動ハイブリッド方式にしたESU-100が試作されたが、採用には至らなかった。1944年末には、前方過加重（ノーズヘビー）による諸問題を解決するため戦闘室を後部に、エンジンを前に配置したSU-101M1、主砲を122 mm D-25S戦車砲としたSU-122Pも試作されたが、T-44戦車の発展形である"SU-100M2" および"SU-122-44"が採用されたこともあり、これらも量産されなかった。

## 構成

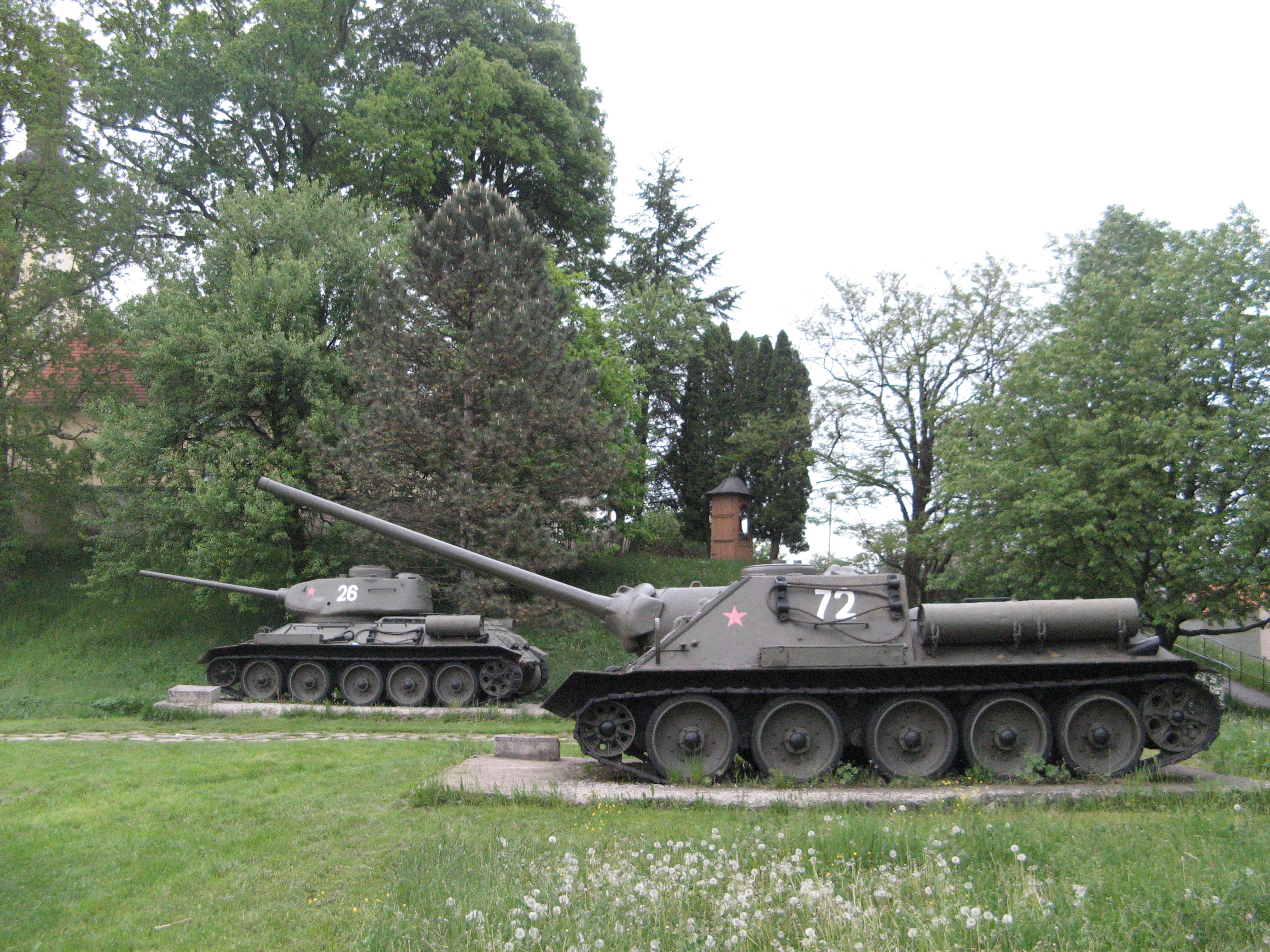
博物館の展示車輌だが、サスペンションの老朽化で前傾しているのがわかる。

SU-100は基本的な構成はSU-85とほぼ同様だが、車長用に直視型ヴィジョンブロック付きのキューポラが増設され、前面装甲は45mmから75mmへと大きく強化された。また戦闘室後部装甲の傾斜角度も変っている。しかし砲の大型化と前面装甲の強化によりノーズヘビーであり、前傾を抑えるため第一転輪のコイルスプリングは直径が30mmから34mmに拡大されている。それでも過加重ぎみであるため、操縦には注意を要した。博物館での展示車輛には、スプリングの老朽化で車体が前傾気味のものもある。
D-10S（初速880m/s、徹甲榴弾重量15.88kg）の装甲貫徹力（正撃時で80％貫通の条件）は、BR-412（AP）では155mm-500m／135mm-1,000m／115mm-1,500m／100mm-2,000mと、パンターやティーガーIを正面撃破できた。また、第二次大戦後に配備されたBR-412B（APBC）を使用した場合は160mm-500m／150mm-1,000m／135mm-1,500m／125mm-2,000m、BR-412D（APCBC）では200mm-500m／185mm-1,000m／170mm-1,500m／155mm-2,000m貫通できた。しかし、砲弾の大型化によって車内への搭載数は34発と少ない。またこの砲は当初生産が追いつかず、車体はSU-100だが85mm砲を搭載したSU-85Mが先行生産されている。

## 運用

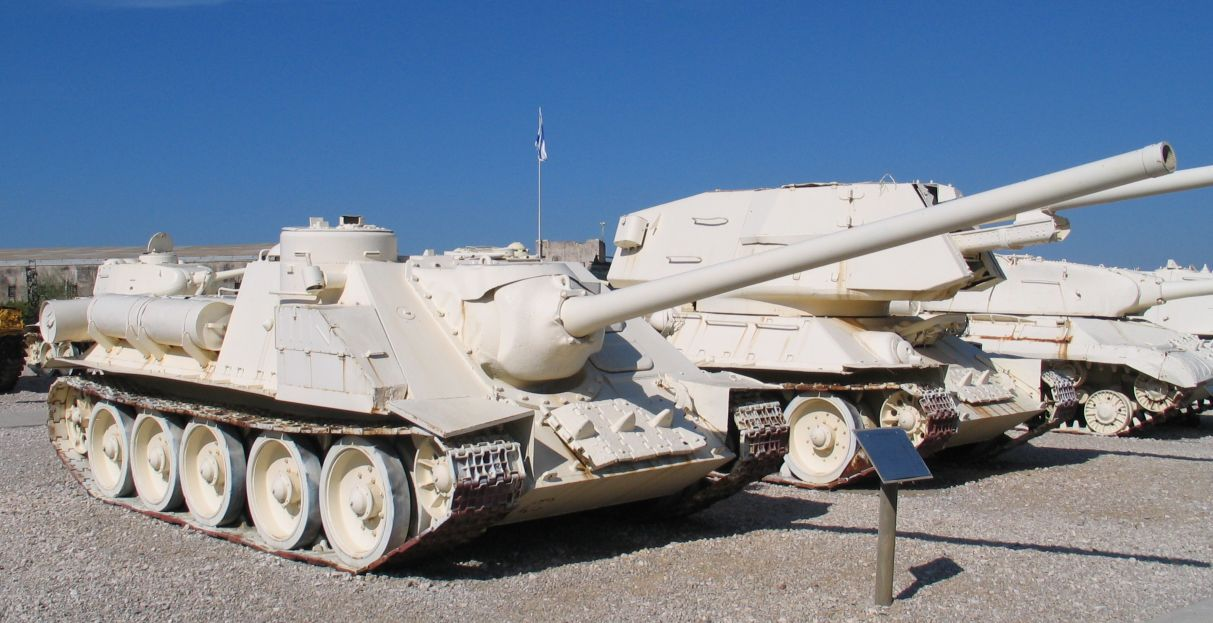
戦後チェコ生産型のSU-100M

初陣は1945年1月のオストプロイセンやハンガリーへの侵攻作戦で、3月のバラトン湖の戦いでは200輛近いまとまった数で本格的に投入された。このうち第208自走砲旅団の63輛はドイツ軍の攻勢開始当初から戦闘に参加、激戦により11日後までに半数以上を失っているが、最終的には非常に高い評価を得ている。
第二次世界大戦後もソビエトではしばらく装備が続けられ、現役を退いた後も予備車両としての保管が長期に渡って続けられていた。ソビエトの同盟国や東側諸国への供与も行われ、チェコ生産型のSU-100Mと併せて中東戦争他で実戦に投入されている。
2015年4月にはイエメン内戦で使用されるSU-100自走砲の姿が撮影されている。

## 運用国

### 現用
- モロッコ - 2024年時点で、モロッコ陸軍が8両のSU-100を保有[2]。

## 登場作品
- 映画

『アルジェの戦い』
フランス軍の車両として登場。
なお、フランス軍はSU-100を使用していたことはないが、当作はアルジェリア戦争の後にアルジェリアで撮影されており、フランスからの独立後に発足したアルジェリア民主人民共和国にソビエト（当時）が供与した車両がフランス軍車両として登場している。
『第27囚人戦車隊』
ロケ地のユーゴスラビア軍の装備車輌がドイツの駆逐戦車役で登場。
- ゲーム

『R.U.S.E.』
使用している国家がソ連の場合使用可能。
『World of Tanks』
ソ連“駆逐戦車”SU-100として開発することでプレイヤーが使用可能。
『War Thunder』
ソビエト連邦駆逐戦車ツリーのIVランク目にて開発することでプレイヤーが使用可能。

## その他
- タミヤが販売したSU-100のプラモデルには「ジューコフ」という独自の愛称が与えられていた物がある。